# Комплекс Кассандры

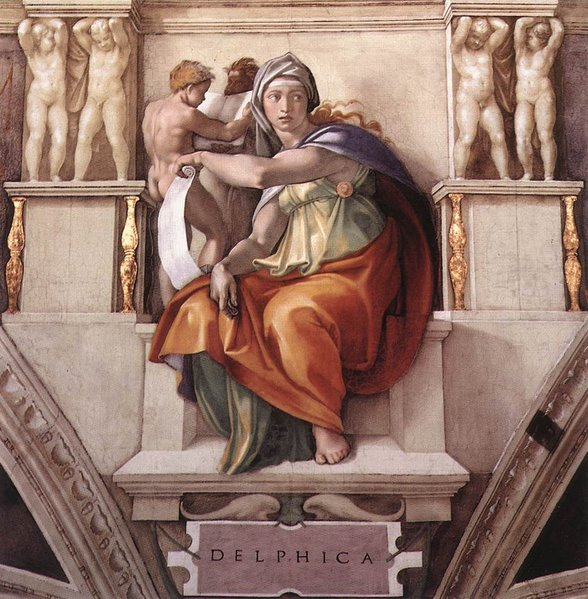
Изображение дельфийской сивиллы, иногда называемой Кассандрой, художником Микеланджело. Фреска в Сикстинской Капелле

Комплекс Касса́ндры (также известен как синдром, феномен, предсказание, дилемма или проклятье Кассандры) — ситуация, при которой достоверное предчувствие или убеждение обесценивается или упускается из виду и человек, который знает о будущих событиях, не может их предотвратить или убедить других, что его предсказания реальны.
Эта метафора применяется в различных областях — психологии, экологии, политике, научно-исследовательской деятельности, кинематографе, экономике и философии.

## Происхождение термина
Согласно греческой мифологии, Кассандра была дочерью Приама, царя Трои. Сражённый её красотой Аполлон наградил её даром предсказания, но когда Кассандра отвергла его, Аполлон наложил на неё проклятье, заключающееся в том, что в её прорицания никто не верил. Всё, что осталось у Кассандры, — знание о будущем, она не могла изменять ход событий или убедить других, что говорит правду. Так, Кассандра предсказала падение Трои, однако ей никто не поверил. Девушка также настаивала, что не стоит вводить деревянного коня в город, присланного в качестве подарка троянцам. Она утверждала, что в нём прячутся вооружённые греки, но её слова вновь остались без внимания.
Термин известен с 1949 года, когда французский философ Гастон Башляр ввёл его для обозначения идеи о том, что будущее может быть известно наперёд в книге «Прикладной рационализм».

## Употребление

### В психологии
В психологии используется некоторыми специалистами в отношении людей, испытывающих физические и эмоциональные страдания в результате нарушенного межличностного восприятия и которым не верят, когда они пытаются поделиться с другими причиной своих страданий.
Влиятельный британский психоаналитик Мелани Кляйн предложила образ Кассандры как репрезентацию морального сознания человека, предназначенного для предостережения. Моральное сознание в её образе «предсказывает приход болезни и предупреждает, что последует наказание и поднимется гнев». Потребность Кассандры указывать на нарушения морали и их социальные последствия движима тем, что М. Кляйн называет «деструктивным влиянием жестокого Супер-Эго», которое в греческом мифе представлено богом Аполлоном, повелителем и истязателем Кассандры. Используя эту метафору, М. Кляйн подчеркивает моральную природу некоторых предсказаний, которая стремится пробудить в других «отказ от веры в то, что им кажется истинным и выражает универсальную тенденцию к отрицанию, где отрицание является мощной защитой против наказующей тревоги и вины».
В 1988 году специалист в области аналитической психологии Лори Лейтон Шапира (англ. Laurie Layton Schapira) исследовала комплекс Кассандры на примере двух анализантов. На основе клинического опыта она описала 3 составляющие комплекса:
1. Нарушение взаимоотношений с архетипом Аполлона.
2. Эмоциональные и физические страдания, включая истерию.
3. Неверие анализантам при попытке высказать эти переживания другим[4][5].

В 1989 году Джин Шинода Болен (англ. Jean Shinoda Bolen), профессор клинической психиатрии в Калифорнийском университете, опубликовала эссе о боге Аполлоне, в котором она подробно изобразила психологический тип «Кассандры-женщины», неблагополучной в отношениях с «Аполлоном-мужчиной». Согласно Дж. Ш. Болен, Кассандра-женщина может проявлять «истерический» подтекст и ей могут не верить, когда она пытается поделиться тем, что она знает. По Дж. Ш. Болен, архетипы Кассандры и Аполлона не имеют гендерной специфики. Она предполагает, что женщина (или мужчина), страдающие комплексом Кассандры, могут становиться более истеричными и иррациональными в результате неблагополучных отношений с архетипом Аполлона и им могут не верить при описании этих взаимоотношений.

### В политике

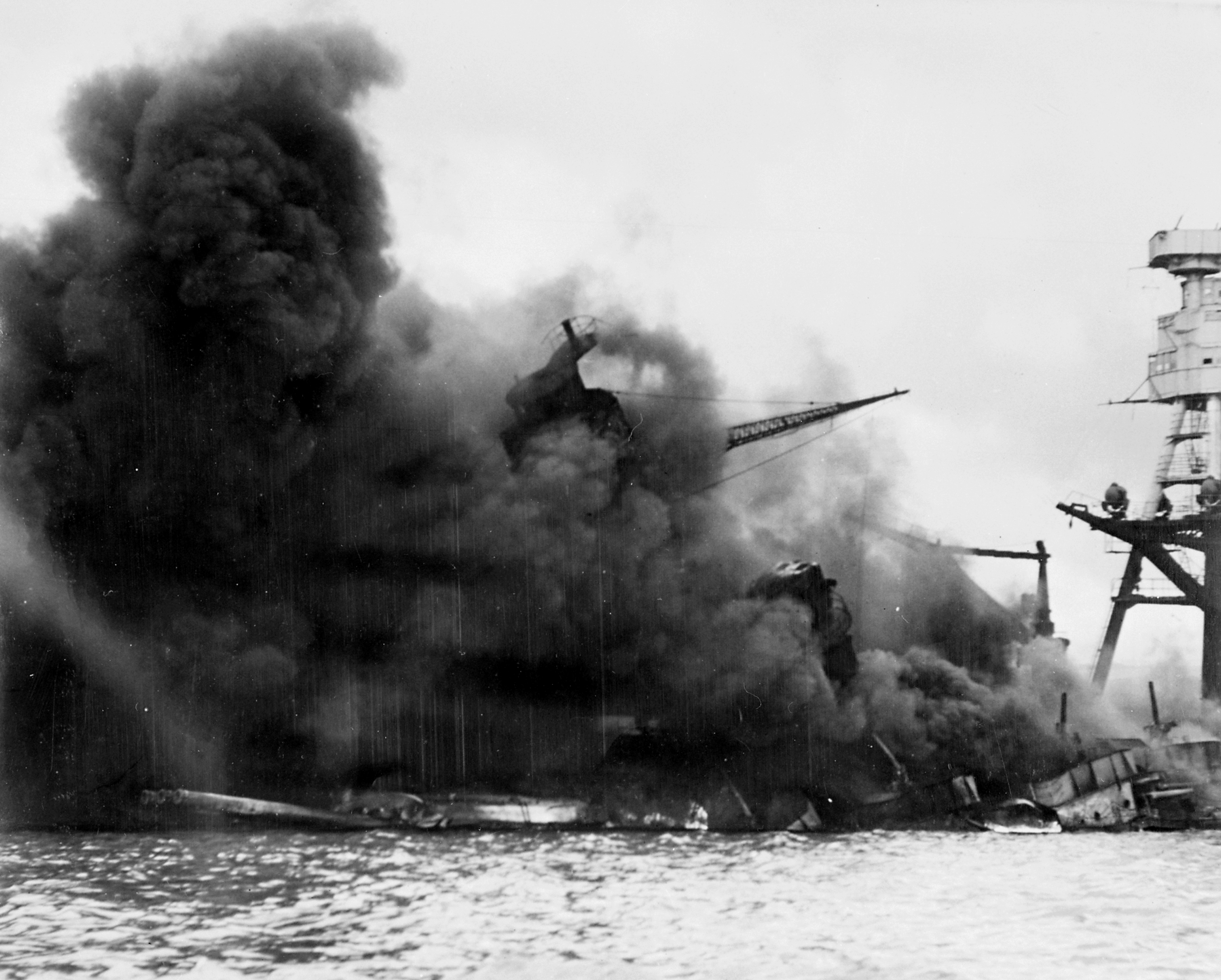
Линкор «Аризона» горит после попадания японской бомбы. Неожиданное нападение японских самолётов на Пёрл-Харбор является, возможно, одним из примеров «комплекса Кассандры»

Термин «эффект Кассандры» получил широкое распространение и довольно часто встречается в сфере принятия политических решений. Проблема заключается в том, что сложнее своевременно и адекватно использовать разведанную информацию, нежели добыть её. Принять верное решение, исходя из полученных данных, не всегда легко, поскольку вся информация носит социальный характер и заключает в себе настроения социума, а именно, различных его классов и кругов. Помимо преобладающих настроений в обществе, помехой к верному толкованию информации могут служить субъективное видение ситуации и преследуемые государственными деятелями интересы. В связи с этим, случаи принятия в мировой политике решений, противоречащих заключительным данным разведки, встречаются довольно часто. Следующей причиной игнорирования предоставленной информации является психологический фактор антипатии к сведениям, несущим характер негативного оттенка. Зачастую представители власти весьма болезненно реагируют на информацию подобного рода, вследствие чего страдают и сами информаторы. Например, такой чертой отличались Л. И. Брежнев и, по свидетельствам Г. фон Фабер-дю-Фора, атташе Германии в Королевстве Югославия, А. Гитлер. Ещё одной причиной неприятия информации является предпочтение данных, полученных от близкого окружения. Представители властей полагают, что подобная информация гораздо надежнее чем та, которая предоставлена официальной службой разведки. Так, Джимми Картер предпочитал доверять информации, предоставленной САВАК (иранская спецслужба), нежели ЦРУ; Б. Н. Ельцин отдавал предпочтения сведениям, полученным от своих «приближенных» лиц, однако, в скором времени, по собственному признанию, осознал масштабы их недостоверности.
Военные планы Японии относительно США также были известны президенту Франклину Рузвельту и американскому руководству, однако они категорически отказывались верить в их достоверность, основываясь на том, что Япония скорее нападет на СССР, а добытые данные являются дезинформацией со стороны японских властей с целью отвлечь внимание советского руководства.

### В предпринимательстве
В предпринимательстве комплекс Кассандры также является довольно распространённым явлением. Например, компанией Polaroid был проигнорирован отчёт 1997 года о быстром принятии цифровых технологий молодежью, вместо этого подразделения конкурентной разведки были практически распущены. К 2000 году продукция компании перестала выдерживать конкуренцию с цифровой фотографией, а в октябре 2001 года компания начала свою первую процедуру банкротства.

### Другие примеры
Как пример комплекса Кассандры в медицине можно привести отношение к родственникам больных с синдромом Аспергера, которым не верят, что у их члена семьи есть это расстройство, несмотря на то, что они просят о помощи.